# 남형석
남형석은 2010년부터 SBS에서 책임 프로듀서이다.

## SBS에서 나오는 성우들

### KBS 성우
- 소연
- 남도형

### MBC 성우
- 송준석
- 김영선